# Evans (rivière)
Pour les articles homonymes, voir Evans.
La rivière Evans  (en anglais : Evans River ) est un petit cours d’eau de l’Île du Sud de la Nouvelle-Zélande.

## Géographie
Elle prend naissance près du Mont O'Shaness dans la chaîne de Kaimata Range dans les Alpes du Sud, et s’écoule vers le nord-ouest et ensuite sud-ouest, rejoignant la rivière Crooked, plusieurs kilomètres avant que cette dernière ne se jette dans le lac Brunner.
La rivière est située sur un terrain privé.